# Dekanat Wołów
Dekanat Wołów – jeden z 33 dekanatów w rzymskokatolickiej archidiecezji wrocławskiej.
W skład dekanatu wchodzi 9 parafii:
- parafia Najświętszej Maryi Panny z Góry Karmel  → Głębowice
- parafia św. Marcina → Krzelów
- parafia Niepokalanego Poczęcia Najświętszej Maryi Panny → Małowice
- parafia Niepokalanego Poczęcia Najświętszej Maryi Panny → Moczydlnica Klasztorna
- parafia Niepokalanego Serca Najświętszej Maryi Panny → Piskorzyna
- parafia św. Michała Archanioła → Smogorzów Wielki
- parafia św. Michała Archanioła → Wińsko
- parafia św. Wawrzyńca → Wołów
- parafia św. Karola Boromeusza → Wołów